# EN 60601-2-36
Die EN 60601-2-36 mit dem Titel „Medizinische elektrische Geräte – Teil 2-36: Besondere Festlegungen für die Sicherheit von Geräten zur extrakorporal induzierten Lithotripsie“ ist Teil der Normenreihe EN 60601.
Herausgeber der DIN-Norm DIN EN 60601-2-36 ist das Deutsche Institut für Normung.
Die Norm basiert auf der internationalen Fassung IEC 60601-2-36. Im Rahmen des VDE-Normenwerks ist die Norm als VDE 0750-2-36 klassifiziert, siehe DIN-VDE-Normen Teil 7.
Diese Ergänzungsnorm regelt allgemeine Festlegungen für die Sicherheit, Prüfungen und Richtlinien von Geräten zur extrakorporal induzierten Lithotripsie. Zweck ist es, Merkmale der Basissicherheit sowie Prüfungen zu beschreiben und zusätzlich Anleitungen für ihre Anwendung zu geben.

## Gültigkeit
Die deutsche Ausgabe 12.1997 ist ab ihrem Erscheinungsdatum als Deutsche Norm angenommen.
- Die aktuelle Fassung (12.1997) ist korrespondierend mit der 2. Ausgabe der DIN EN 60601-1 anzuwenden.
- Es wurde noch kein Entwurf zur Anwendung mit der 3. Ausgabe der DIN EN 60601-1 veröffentlicht.

## Anwendungsbereich
Diese besonderen Festlegungen gelten für die Sicherheit von Geräten zur extrakorporal indizierten Lithotripsie. Die Anwendbarkeit dieser besonderen Festlegungen beschränkt sich auf Bauteile, die direkt für die Lithotripsie-Behandlung notwendig sind, wie z. B. (aber nicht ausschließlich) der Druckpuls-Generator, das Patienten-Lagerungssystem und deren Wechselwirkungen mit bildgebenden Systemen und Überwachungsgeräten. Andere Einrichtungen, wie z. B. Personalcomputer zum Planen der Behandlung, Röntgen- und Ultraschalleinrichtungen sind aus dieser Norm ausgeschlossen, da sie in anderen anwendbaren IEC-Normen behandelt sind.
Diese besonderen Festlegungen wurden für Geräte entwickelt, deren Verwendungszweck Lithotripsie ist. Bei ihrer Entwicklung wurde jedoch berücksichtigt, dass sie solange als Anleitung für andere Geräte, deren medizinische Anwendung auf therapeutisch genutzten extrakorporal induzierten Druckpulsen beruht, benutzt werden kann, bis für diese Geräte eigene besondere Festlegungen vorhanden sind.

## Zusatzinformation
Folgende geänderte Anforderungen sind in der EN 60601-2-36 enthalten (Auszug):
- Schutz vor elektrischem Schlag
- Schutz vor mechanischen Gefährdungen
- Schutz vor Strahlung
- Schutz vor übermäßigen Temperaturen
- Schutz vor gefährlichen Ausgangswerten
- Konstruktion